# Sillre naturskog
Sillre naturskog är ett naturreservat i Sundsvalls kommun i Västernorrlands län.
Området är naturskyddat sedan 2013 och är 87 hektar stort. Reservatet omfattar en sluttning mot och mark utmed södra sidan av Indalsälven. Reservatet består av gran och lövträd delvis i nipar.